# Bathytyphlops marionae
Bathytyphlops marionae är en fiskart som beskrevs av Mead, 1958. Bathytyphlops marionae ingår i släktet Bathytyphlops och familjen Ipnopidae. Inga underarter finns listade.